# Anssi Koivuranta
Anssi Einar Koivuranta (Kuusamo, 3 luglio 1988) è un ex sciatore nordico finlandese attivo sia nel salto con gli sci sia nella combinata nordica, disciplina nella quale ha colto i maggiori successi.

## Biografia

### Stagioni 2004-2005
Nato a Kuusamo, all'età di sei anni è entrato a far parte dello sci club locale Erä Veikot, iniziando a prendere parte alle competizioni di salto con gli sci e, all'età di otto anni, a quelle di combinata nordica. Dopo aver vinto la medaglia di bronzo nella 7,5 km sprint ai Mondiali juniores del 2004 a Stryn, Koivuranta ha esordito in Coppa del Mondo nel marzo dello stesso anno a Lahti, ottenendo un 24º e 23º posto e mostrando grandissime qualità nel salto con gli sci, ma anche gravi lacune, dovute alla giovanissima età, nello sci di fondo.
Nella stagione 2004-2005 è entrato a far parte in pianta stabile della squadra finlandese, conquistando il suo primo podio Sapporo con un terzo posto in una 15 km Gundersen, nonché un altro bronzo ai Mondiali juniores 2005 di Rovaniemi nella 10 km Gundersen. Nella stessa rassegna iridata vinse anche la medaglia di bronzo nella prova a squadre di salto con gli sci.

### Stagioni 2006-2010
Nelle stagioni successive Koivuranta gradualmente cresce nello sci di fondo e ciò gli consente di conquistare numerosi altri podi in Coppa del Mondo, nonché la medaglia d'oro nella 10 km Gundersen e quella d'argento nella 5 km sprint ai Mondiali juniores 2007 di Tarvisio, ma soprattutto la medaglia di bronzo nella 4x5 km a squadre di Torino 2006.
Ai Mondiali di Sapporo 2007 vince un altro bronzo nella 15 km Gundersen, nonché la medaglia d'oro nella gara a squadre. Dopo una stagione 2007-2008 incolore a causa di impegni con il servizio militare, Koivuranta esplode nella stagione 2008-2009 conquistando il suo primo successo in Coppa del Mondo, sulle nevi di casa di Kuusamo, in una 10 km Gundersen; in seguito altri sei successi gli hanno consentito di aggiudicarsi la coppa di cristallo dopo un'accanita lotta con il norvegese Magnus Moan. Invece i Mondiali di Liberec sono stati avari di soddisfazioni per Koivuranta, che non è andato oltre due quarti posti anche a causa di un'influenza che gli ha impedito di prendere parte alla prova a squadre e alla 10 km Gundersen dal trampolino grande.
Ai XXI Giochi olimpici invernali di Vancouver 2010 ottiene come miglior risultato il 7º posto nella gara a squadre.

### Stagioni 2011-2015
Nella stagione 2011 decide di abbandonare la combinata nordica per prendere parte alla Coppa del Mondo di salto con gli sci, specialità che già in passato gli aveva riservato soddisfazioni, come la medaglia di bronzo ai Mondiali juniores del 2005 o la vittoria nei Campionati nazionali finlandesi del 2009 dal trampolino lungo, davanti a fuoriclasse come Harri Olli e Matti Hautamäki.
In Coppa del Mondo ha esordito il 27 novembre 2010 a Kuusamo (4º) e ha ottenuto la prima vittoria, nonché primo podio, il 4 gennaio 2014 a Innsbruck. Ai XXII Giochi olimpici invernali di Soči 2014 si è classificato 12º nel trampolino normale, 11º nel trampolino lungo e 8º nella gara a squadre.

## Palmarès

### Combinata nordica

#### Olimpiadi
- 1 medaglia:
  - 1 bronzo (gara a squadre a Torino 2006)

#### Mondiali
- 2 medaglie:
  - 1 oro (gara a squadre a Sapporo 2007)
  - 1 bronzo (individuale a Sapporo 2007)

#### Mondiali juniores
- 4 medaglie:
  - 1 oro (individuale a Tarvisio 2007)
  - 1 argento (sprint a Tarvisio 2007)
  - 2 bronzi (sprint a Stryn 2004; individuale a Rovaniemi 2005)

#### Coppa del Mondo
- Vincitore della Coppa del Mondo nel 2009
- 27 podi:
  - 9 vittorie
  - 10 secondi posti
  - 8 terzi posti

##### Coppa del Mondo - vittorie
| Data             | Località      | Nazione   | Trampolino                  | Spec.                                                            |
| ---------------- | ------------- | --------- | --------------------------- | ---------------------------------------------------------------- |
| 3 gennaio 2007   | Ruhpolding    | Germania  | Große Zirmbergschanze HS128 | T SP LH/2x7,5 km (con Hannu Manninen)                            |
| 14 gennaio 2007  | Val di Fiemme | Italia    | Giuseppe Dal Ben HS106      | T NH/4x5 km (con Ville Kähkönen, Jaakko Tallus e Hannu Manninen) |
| 30 novembre 2008 | Kuusamo       | Finlandia | Rukatunturi HS142           | IN LH/10 km                                                      |
| 7 dicembre 2008  | Trondheim     | Norvegia  | Granåsen HS140              | IN LH/10 km                                                      |
| 28 dicembre 2008 | Oberhof       | Germania  | Hans Renner HS140           | IN LH/10 km                                                      |
| 4 gennaio 2009   | Schonach      | Germania  | Langenwaldschanze HS96      | IN NH/10 km                                                      |
| 1º febbraio 2009 | Chaux-Neuve   | Francia   | La Côté Feuillée HS100      | IN NH/10 km                                                      |
| 14 febbraio 2009 | Klingenthal   | Germania  | Vogtland Arena HS140        | IN LH/10 km                                                      |
| 14 marzo 2009    | Vikersund     | Norvegia  | Storbakke HS117             | IN LH/10 km                                                      |

Legenda:

IN = individuale Gundersen

SP = sprint

T = gara a squadre

NH = trampolino normale

LH = trampolino lungo

### Salto con gli sci

#### Mondiali juniores
- 1 medaglia:
  - 1 bronzo (gara a squadre a Rovaniemi 2005)

#### Coppa del Mondo
- Miglior piazzamento in classifica generale: 18º nel 2012
- 1 podio (individuale):
  - 1 vittoria

##### Coppa del Mondo - vittorie
| Data           | Località  | Nazione | Trampolino     |
| -------------- | --------- | ------- | -------------- |
| 4 gennaio 2014 | Innsbruck | Austria | Bergisel HS130 |

#### Torneo dei quattro trampolini
- 1 podio di tappa[2]:
  - 1 vittoria